# معكوس الاقتضاء

مخطط فين لـ (تظهر المنطقة البيضاء حيث يكون البيان خاطئًا)

عكس الاستلزام (بالإنجليزية: Converse Implication)‏ هو عكس الاستلزام المنطقي، ويكتب ←. ذلك بالقول؛ ان أي اثنين من القضايا {\displaystyle P} و{\displaystyle Q}، إذا كان {\displaystyle Q} يستلزم {\displaystyle P}، فإن {\displaystyle P} هو عكس الاستلزام لـ {\displaystyle Q} .
يرمز لها بـ {\displaystyle P\leftarrow Q}، ولكن يمكننا أيضا أن نرمز لها بـ {\displaystyle P\subset Q} أو "Bpq " (ترميز Bocheński).

## تعريف

### جدول الحقيقة
جدول الحقيقة لـ {\displaystyle P\leftarrow Q}
| {\displaystyle P} | {\displaystyle Q} | {\displaystyle P\leftarrow Q} |
| T                 | T                 | T                             |
| T                 | F                 | T                             |
| F                 | T                 | F                             |
| F                 | F                 | T                             |

### التكافؤات المنطقية
عكس الاستلزام يكافئ منطقيا الفصل "{\displaystyle P} و {\displaystyle \neg Q}"
| {\displaystyle P\leftarrow Q} | {\displaystyle \Leftrightarrow } | {\displaystyle P} | {\displaystyle \lor } | {\displaystyle \neg Q} |
|                               | {\displaystyle \Leftrightarrow } |                   | {\displaystyle \lor } |                        |

## الخصائص
الحفاظ على الحقيقة : التفسير الذي يتم بموجبه تعيين جميع متغيرات قيمة الحقيقة لـ«صحيح» ينتج عنه قيمة الحقيقة لـ «صحيح» كنتيجة لعكس الاستلزام.

## الترميز
← ، ⇐